# The Best Mixes from the Album Debut for All the People Who Don't Buy White Labels
The Best Mixes from the Album Debut for All the People Who Don't Buy White Labels è un album di remix della cantautrice islandese Björk, pubblicato nel 1994.

## Tracce
Testi e musiche di Björk, eccetto dove è indicato.
1. Human Behaviour (Underworld Mix) – 12:07 (Björk, Nellee Hooper)
2. One Day (Endorphin Mix) – 5:10
3. Come to Me (Black Dog Mix) – 5:05
4. Come to Me (Sabres of Paradise) – 4:55
5. The Anchor Song (Black Dog Mix) – 4:49
6. One Day (Springs Eternal Mix) – 9:48

## Classifiche
| Chart (1994)                      | Peak position |
| --------------------------------- | ------------- |
| Australia (ARIA)                  | 188           |
| Nuova Zelanda (Recorded Music NZ) | 28            |